# 李商在
李 商在（イ・サンジェ、1850年10月26日 - 1927年3月29日）は大韓帝国の政治家で開化派運動家、日本統治時代の朝鮮の教育者・青年運動家、独立運動家であり政治家、言論人。忠清南道舒川郡出身で、高麗の学者李穡の子孫。字は季皓、雅号は月南。本貫は韓山李氏。

## 人物
科挙に落第した後、朴定陽の秘書として1881年に日本を視察、開化思想に接した。帰国後、開化派の官僚として活動したが甲申政変に関わって官職を辞退し、政治的指導者だった朴定陽の没落後は故郷で隠遁した。その後、米国公使館2等書記官として赴任し、朝鮮を属国として外交に介入した清国使節を退けて直接外交の道を開いた。帰国以後独立協会、万民共同会で民衆啓蒙運動をした。
しかし1899年11月独立協会、万民共同会は強制解散させられ、1902年改革党事件に関わって投獄され、韓国併合以後には官職を辞退した。1905年以後には尹致昊とともにYMCAを指導し、1919年の三・一運動には参加を拒否したが関連人物に指定されて連行された。以後教育と青年の啓蒙、覚醒を力説するなど1920年代中盤の朝鮮日報社長や新幹会で活動した。個人的な財産欲はなく、貸し部屋を転々とした。後日大韓民国の大統領を歴任した李承晩の政治的指導者の一人だった。死後には日本の警察の反対を押し切って大規模な社会葬が営まれ、10万人を超す群衆が集まった。

## 逸話
韓国併合直後、その当事者だった李完用らに対して「併合が成った今こそ、あなた方は東京に移り住まわれては如何か」と言い、その理由を問われると「あなた方は国を滅ぼす才がお有りの様なので、日本に移り住んでくれれば日本も滅ぶに違いありますまい」と応えた。